# Isla de la Oliva
La isla de la Oliva (conocida popularmente como Islita de la Oliva), es una isla española localizada en la costa de Noja, Cantabria, junto a otra isla, la de San Pedruco. Es el extremo de un tómbolo que limita el playón de Ris, que desprende una flecha de arena que hace que con las bajamares la isla quede unida a tierra firme, pudiéndose acceder a ella andando.
Su vegetación se reduce a los hierbajos que crecen entre las peñas. Abunda el hinojo marino, del que los marineros se aprovisionaban para combatir el escorbuto. Tiene viejas construcciones abandonadas, dedicadas antaño a la cría de langostas.